# پروکائین
پروکائین (انگلیسی: Procaine) یک بی‌حس‌کننده موضعی از دسته آمینواسترها است. کاربرد اولیه این ماده در کاهش درد ناشی از تزریق عضلانی پنی سیلین می‌باشد و در دندانپزشکی نیز کاربر دارد. این دارو نخستین بار در سال ۱۹۰۵ توسط شیمیدان آلمانی آلفرد آینهورن تولید شد. وی نام نووکائین که از دو عبارت nov- به معنی نو و  -caine که نام متداول آلکالوئیدها می‌باشد، برای این دارو پیشنهاد کرد.

## سنتز
این دارو به دو روش زیر سنتز می شود: